# Columbia Hospital for Women
El Columbia Hospital for Women (traduït com Hospital de Colúmbia per a dones) fou un hospital situat a Washington, D.C. Inicialment es va obrir el 1866 com una institució per tenir cura de la salut de les esposes i vídues de soldats de la Guerra Civil dels Estats Units. El 1870, es va traslladar des de Thomas Circle a la seva darrera ubicació, a la 2425 L Street, NW, veïnatge de West End. El Columbia es va convertir en un hospital sense ànim de lucre quan el President Dwight D. Eisenhower signà la legislació que el transferia a un consell d'administració l'any 1953. La instal·lació es va tancar el 2002 i l'edifici es va convertir en un condomini, The Columbia Residences.
Entre les més de 250.000 persones nascudes a l'Hospital de Colúmbia per a dones es poden esmentar Duke Ellington, Al Gore, i Katherine Heigl.